# Valdevacas
Valdevacas är en ort i Spanien.   Den ligger i provinsen Provincia de Segovia och regionen Kastilien och Leon, i den centrala delen av landet, 80 km norr om huvudstaden Madrid. Valdevacas ligger 1 032 meter över havet och antalet invånare är 134.
Terrängen runt Valdevacas är huvudsakligen platt, men söderut är den kuperad. Runt Valdevacas är det mycket glesbefolkat, med 6 invånare per kvadratkilometer. Närmaste större samhälle är La Cuesta, 7,2 km sydväst om Valdevacas. Trakten runt Valdevacas består i huvudsak av gräsmarker.